# Spinilimosina pectinata
Spinilimosina pectinata är en tvåvingeart som först beskrevs av Joaquin A. Tenorio 1968.  Spinilimosina pectinata ingår i släktet Spinilimosina och familjen hoppflugor. Inga underarter finns listade i Catalogue of Life.